# Dora Diamant

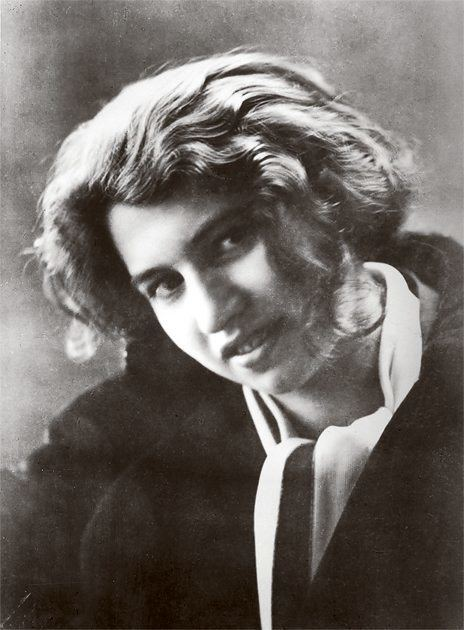
Dora Diamant, przed 1930

Dora Diamant (Dwojra Dymant (jid), Diament (pol.) / Dora Lask, ur. 4 marca 1898 w Pabianicach, zm. 15 sierpnia 1952 w Londynie) – aktorka, opiekunka i towarzyszka Franza Kafki, przechowywała część jego pism, do chwili ich konfiskaty przez Gestapo w 1933 roku.
Urodziła się w 1898 roku w żydowskiej rodzinie jako córka Herszla Dymanta, drobnego przedsiębiorcy. Po śmierci matki Frajdy rodzina Dymantów przeniosła się do Będzina. Po I wojnie światowej Dora Dymant wyjechała do Krakowa, gdzie  uczyła się zawodu przedszkolanki, a następnie – chcąc odciąć się od ojca – wyjechała do Berlina, gdzie zaangażowała się w życie tamtejszej społeczności żydowskiej. Zmieniła też brzmienie swojego nazwiska na „Diamant”. W lipcu 1923 roku w Graal-Müritz poznała Kafkę, który przebywał tam ze względu na lecznicze działanie klimatu, był bowiem chory na gruźlicę. Spędzili kolejne trzy tygodnie razem, a po krótkim powrocie do Pragi Kafka wyjechał do Berlina i żył z Dorą Diamant do końca swojego życia.
Po śmierci Kafki, mimo prośby Maxa Broda, Diamant nie oddała mu wszystkich rękopisów Kafki, które były w jej posiadaniu. 35 listów Kafki i około 20 notesów oraz listy Kafki do niej zostały skonfiskowane przez Gestapo w mieszkaniu Diamant w 1933 roku i uważane są dotąd za zaginione.
W latach 20. Diamant studiowała teatrologię w Düsseldorfie i pracowała jako aktorka. W 1930 r. została członkinią Niemieckiej Partii Komunistycznej (KPD) i poślubiła Lutza Laska, redaktora pisma „Die Rote Fahne”, syna pisarki i aktywistki komunistycznej Berty Lask i neurologa Louisa Jacobsohna. Córka Dory i Lutza Franziska Marianne Lask urodziła się 1 marca 1934.
W 1936 roku Dora z córką uciekła z Niemiec i dołączyła do męża w Związku Radzieckim. Gdy w 1937 roku podczas stalinowskich czystek Lutz Lask został aresztowany i zesłany do łagru, Dora Lask z córką uciekły ze Związku Radzieckiego do Wielkiej Brytanii.